# Estación San Román
San Román es una estación ferroviaria, ubicada en el Partido de Coronel Dorrego, en la Provincia de Buenos Aires, Argentina.

## Servicios
Es una pequeña estación del ramal perteneciente al Ferrocarril General Roca, desde la Tandil hasta la estación Bahía Blanca.
No presta servicios de pasajeros. 